# Henriette Kraus
Henriette Kraus (* 30. Januar 1999) ist eine deutsche Skispringerin.

## Werdegang
Henriette Kraus gab am 27. Juli 2012 ihr internationales Debüt bei einem Alpencup-Wettbewerb in Pöhla.
Bei ihren ersten Deutschen Meisterschaften 2012 in Hinterzarten sprang sie im Einzel der Juniorinnen auf den neunten Platz.
In der Saison 2013/14 sprang sie vorwiegend im Alpen-Cup. Bei den Deutschen Meisterschaften 2013 in Oberstdorf der Juniorinnen erreichte sie den 14. Platz. Bei den Nordischen Skispielen der OPA 2014 in Gérardmer sprang sie im Einzel der Schülerinnen auf den Siebenten und im Team II auf den fünften Platz. In dieser Serie erreichte sie am 13. September 2014 in Einsiedeln als Dritte erstmals eine Podestplatzierung. 
In Hinterzarten erreichte sie bei den Deutschen Meisterschaften 2014 der Juniorinnen den achten Platz. Im Januar 2015 gewann sie im Alpen-Cup jeweils ein Springen in Seefeld und in Oberwiesenthal.
Nach ihrem Continental Cupdebüt im März 2013 konnte Kraus auch im September 2014 unter die besten 30 springen. Mit den erreichten Punkten hatte sie alle Voraussetzungen erfüllt, um im Weltcup starten zu dürfen. Als Teil der nationalen Gruppe konnte sich Kraus Ende Januar 2015 für beide Weltcup-Springen in Oberstdorf qualifizieren und sammelte am 25. Januar 2015 mit Rang 29 ihre ersten Weltcuppunkte. 

### Europäisches Olympisches Winter-Jugendfestival 2015
Drei Tage nach ihrem Weltcupdebüt konnte sie beim Europäischen Olympischen Winter-Jugendfestival 2015 in Tschagguns im Einzel die Silbermedaille gewinnen.
Am letzten Tag des Festivals konnte sie an ihrem 16. Geburtstag im Mixed Team auch noch die Goldmedaille gewinnen.
Bei der Junioren-WM 2015 in Almaty gewann Henriette Kraus mit ihren Teamkolleginnen Anna Rupprecht, Pauline Heßler und Gianina Ernst Gold im Mannschaftswettbewerb. Im Einzelspringen belegte sie Platz 15.
Bei ihren zweiten Nordischen Skispiele der OPA 2015 in Seefeld gewann sie im Einzel der Juniorinnen die Bronzemedaille und im Team I die Goldmedaille.
Im Sommer 2015 startete sie in Villach im FIS-Cup mit den Plätzen 14. und 21. in die Saison 2015/16. 
Bei den Deutschen Meisterschaften 2015 in Oberstdorf wurde sie in Juniorinnen Gruppe I Sechste.
Im weiteren Verlauf sprang sie im Alpen-Cup und im Continental-Cup und erreichte meist vordere Plätze.
Im Januar 2016 sprang die 17-Jährige im Alpen-Cup in Oberwiesenthal auf den vierten Platz.

## Statistik

### Weltcup-Platzierungen
| Saison  | Platz | Punkte |
| ------- | ----- | ------ |
| 2014/15 | 46.   | 02     |

### Continental-Cup-Platzierungen
| Saison  | Platz | Punkte |
| ------- | ----- | ------ |
| 2012/13 | 27.   | 13     |
| 2013/14 | 27.   | 29     |
| 2014/15 | 41.   | 29     |